# Hebrydy Zewnętrzne
Hebrydy Zewnętrzne (ang. Outer Hebrides, gael. Na h-Eileanan Siar) – archipelag około 200 wysp na północnym zachodzie Szkocji, stanowiący jedną z 32 jednostek administracyjnych Szkocji. Główne z nich to: Lewis and Harris, North Uist, Benbecula, South Uist, Barra. W głównym mieście, Stornoway (Steornabhagh), mieszka ok. 8 tys. ludzi. Powierzchnia pagórkowata i górzysta. Obszar emigracyjny o systematycznie zmniejszającej się liczbie ludności. Populacja Hebrydów Zewnętrznych (według spisu ludności w 2011 roku) wynosi 27 690 osób. Hodowla bydła i owiec, wyrób tkanin (tweed), rybołówstwo. Język gaelicki ma na wyspach status regionalnego języka urzędowego. 
Hebrydy Zewnętrzne często kojarzone są z bezludnymi plażami, owcami oraz życzliwymi mieszkańcami.
Polonia liczy około 70 osób, głównie pracownicy przetwórni rybnej oraz kilkoro lekarzy, dentystów i farmaceutów. 
Siedzibą władz okręgu Wysp Zachodnich jest Stornoway. Rada dystryktu jest obok NHS głównym pracodawcą. W ostatnich latach dynamicznie rozwija się turystyka oraz budownictwo.
Powierzchnia Hebrydów Zewnętrznych to 3071 km².
Zamieszkane są następujące wyspy:
- Lewis and Harris – 19 918 osób
- South Uist – 1818
- North Uist – 1271
- Benbecula – 1219
- Barra – 1078
- Scalpay – 322
- Great Bernera – 233
- Grimsay – 201
- Berneray, North Uist – 136
- Eriskay – 133
- Vatersay – 94
- Baleshare – 49
- Grimsay, South East Benbecula – 19
- Flodaigh – 11

W sumie (2001) – 26 502 osób.